# کورت برتلسن
کورت برتلسن (دانمارکی: Kurt Berthelsen؛ زادهٔ ۲۷ نوامبر ۱۹۴۳) بازیکن فوتبال اهل دانمارک بود.
وی همچنین در تیم ملی فوتبال دانمارک بازی کرده‌است.